# Tokutomi Sohō

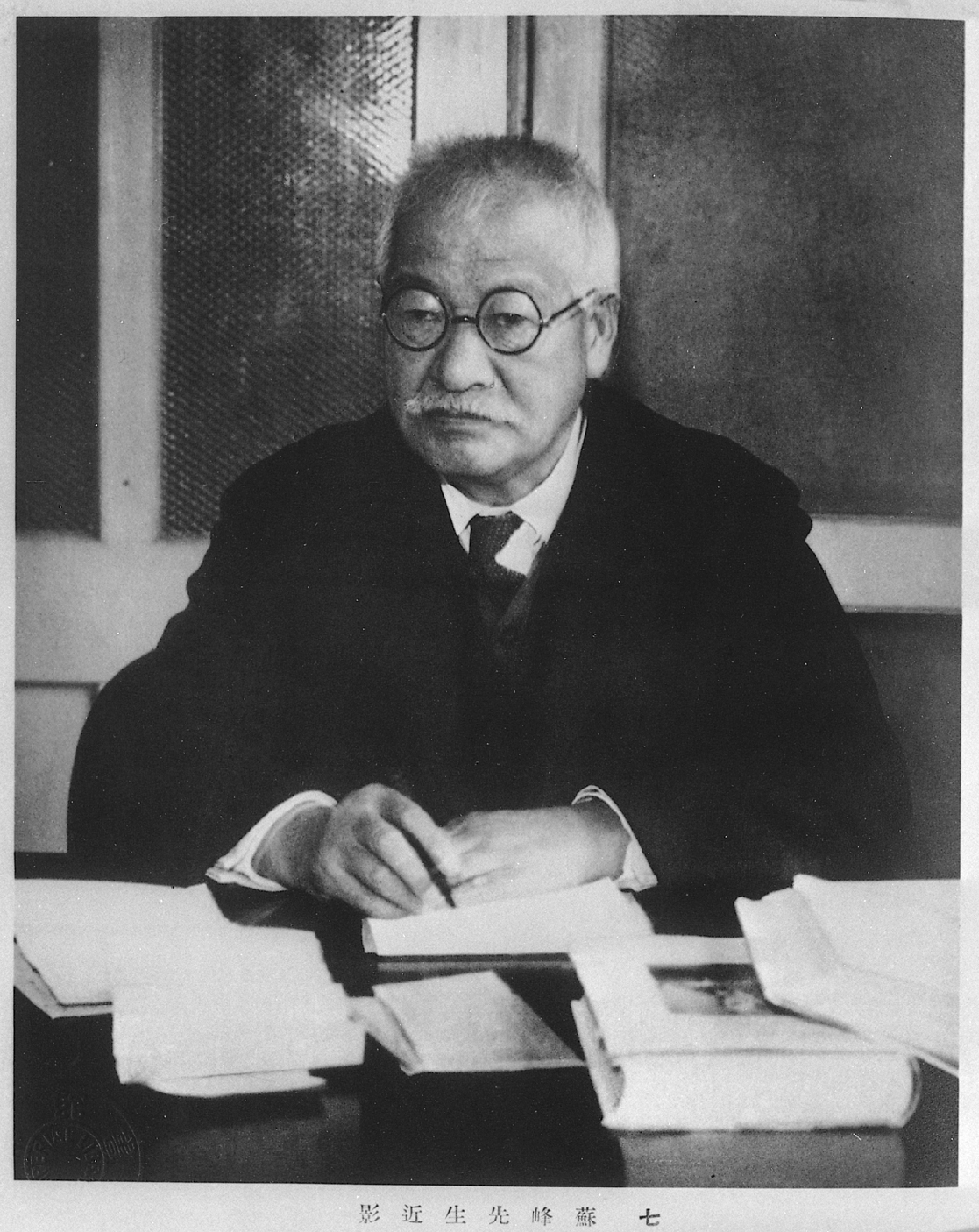
Tokutomi Sohō à son bureau

Tokutomi Sohō est un nom japonais traditionnel ; le nom de famille (ou le nom d'école), Tokutomi, précède donc le prénom (ou le nom d'artiste).
Tokutomi Sohō (徳富 蘇峰) 14 mars 1863 — 2 novembre 1957 est le nom de plume d'un journaliste et historien japonais actif de la fin de l'ère Meiji jusqu'au milieu de l'ère Shōwa. Son véritable nom est Tokutomi Iichirō. Il est le frère ainé de l'écrivain Tokutomi Roka.

## Biographie
Sohō naît à Minamata dans la province de Higo (actuelle préfecture de Kumamoto) dans une famille de samouraï juste avant la restauration de Meiji. Il étudie l'eigaku (études anglaises) au Kumamoto Yogakko et plus tard au Doshisha (par la suite université Doshisha) à Kyoto, et fait à ce titre parti du Kumamoto Band. Il quitte l'école sans diplôme, mais plus tard écrit sa gratitude à Joseph Hardy Neesima, directeur de l'école.
Après une période de retour à Kumamoto, où il fonde un journal local, Sohō s'installe à Tokyo. En 1887, il crée la société d'édition Minyūsha qui publie d'abord un magazine de nouvelles générales du Japon, le Kokumin no Tomo (« L'Ami du peuple ») de 1887 à 1898. Ce magazine est très influent dans la politique de l'ère Meiji au Japon. En plus de ce magazine de nouvelles, la Min'yusha publie également un magazine consacré aux questions familiales, le Katei zasshi (« Journal de la maison » de 1892 à 1898), version en langue anglaise du Kokumin no Tomo, (« L'Extrême-Orient », 1896-1898), et un influent quotidien, le Kokumin Shimbun (1890–1929).
Tokutomi Sohō est initialement un champion de la démocratie libérale et populisme car il estime qu'un ordre social et politique libre, ouvert et démocratique en émulation des pays occidentaux en général, et des États-Unis en particulier, permettrait au Japon de se moderniser et de se renforcer lui-même dans les plus brefs délais. Ses journaux et magazines sont une épine dans le pied du gouvernement au cours de la première administration de Matsukata Masayoshi, critiquant les nombreux scandales de corruption de l'époque. Toutefois, à la suite de la première guerre sino-japonaise et de la Triple intervention, ses opinions politiques se déplacent vers la droite de l'échiquier politique. Dès la seconde moitié des années 1890, il est considéré comme un champion conservateur de l'oligarchie de Meiji. Il est également un proche confident des premiers ministres Yamagata Aritomo et Katsura Tarō. En 1905, le Kokumin Shimbun est considéré comme un porte-parole du gouvernement et en tant que tel, ses bureaux sont la cible des manifestants lors de l'émeute de Hibiya.
En 1910, Tokutomi Sohō fonde le Keijo Nippo, l'un des principaux journaux japonais dans la Corée sous domination japonaise.
Tout en dirigeant ces publications en tant que rédacteur en chef, Tokutomi Sohō écrit quelque 350 articles sur des sujets divers allant des affaires internationales à l'histoire, en passant par la littérature et les biographies. Il compile également le Kinsei Nihon Kokumin shi (« Histoire du début du Japon moderne »), publié en 100 volumes sur une période allant de 1918 à 1952. Il est décoré de l'Ordre de la Culture en 1943.
Tokutomi Sohō est considéré avec suspicion par les autorités américaines d'occupation et maintenu en détention de décembre 1945 à août 1947 en tant que criminel de guerre de classe A. Les accusations n'aboutissent finalement pas à un procès (en partie à cause de son âge, il a 82 ans à l'époque), et il passe le reste de sa vie en résidence surveillée dans sa villa d'Atami où il meurt en 1957.

## Source de la traduction
- (en) Cet article est partiellement ou en totalité issu de l’article de Wikipédia en anglais intitulé « Tokutomi Sohō » (voir la liste des auteurs).